# سيركان آسان
سيركان آسان (بالتركية: Serkan Asan)‏ هو لاعب كرة قدم تركي في مركز ظهير ‏، ولد في 28 أبريل 1999 في آقجة آباد في تركيا. لعب مع طرابزون سبور.

## وصلات خارجية
- سيركان آسان على موقع الاتحاد الأوربي (الإنجليزية)
- سيركان آسان على موقع اتحاد تركيا (لاعب) (الإنجليزية)
- سيركان آسان على موقع قاعدة بيانات كرة القدم.إي يو (الإنجليزية)
- سيركان آسان على موقع Soccerway.com (الإنجليزية)
- سيركان آسان على موقع عالم كرة القدم.نت (الإنجليزية)